# Nowa Fundlandia i Labrador
Nowa Fundlandia i Labrador (ang. Newfoundland and Labrador, do 2001: Nowa Fundlandia, Newfoundland) – prowincja Kanady, położona we wschodniej części kraju, nad Oceanem Atlantyckim, obejmująca wyspę Nową Fundlandię oraz region Labrador, położony we wschodniej części półwyspu o tej samej nazwie. Zajmuje powierzchnię 405 212 km², a zamieszkana jest przez 521 542 osoby (szac. 2023). Zdecydowana większość ludności, około 95%, zamieszkuje na wyspie Nowa Fundlandia, mimo że jej powierzchnia stanowi tylko około 1/4 całej prowincji. Stolicą i największym miastem jest St. John’s.
Jest to najmłodsza spośród kanadyjskich prowincji, ustanowiona w 1949 roku; uprzednio stanowiła odrębne od Kanady dominium brytyjskie. Gospodarka prowincji tradycyjnie opierała się na rybołówstwie. Jego zapaść pod koniec XX wieku wywołała kryzys gospodarczy prowincji, z którym wiązało się wysokie bezrobocie oraz wysoki poziom emigracji. Współcześnie znaczącymi sektorami gospodarki są górnictwo, leśnictwo oraz sektor usługowy, w tym turystyka.
Graniczy z prowincją Quebec, a przez morze także z Nową Szkocją oraz francuskim terytorium zależnym Saint-Pierre i Miquelon.

## Geografia

### Ukształtowanie powierzchni
Wyspa Nowa Fundlandia ma wysokie, klifowe wybrzeża wzdłuż średnio bogato rozwiniętej linii brzegowej. Większość wyspy tworzy nizina. Jedynymi wzniesieniami jest pasmo górskie Long Range Mountain, rozciągające się wzdłuż zachodnich wybrzeży wyspy. Najwyższym jego szczytem jest Gros Morne wznoszący się na 806 m n.p.m.
Prowincja zajmuje wschodnią część półwyspu Labrador, obejmując część centralnego masywu i pasma górskiego Torngat z najwyższym szczytem Mont D’Iberville wznoszącym się na wysokość 1652 m n.p.m.

### Wody śródlądowe
Wyspa jest bogata w wody śródlądowe. Przepływają przez nią dwie rzeki, znajduje się kilka mniejszych jezior. Niektóre obszary wyspy są bagniste.
Półwysep Labrador przecinany jest przez wiele wartkich rzek, na których budowane są zapory (zbiornik wodny Smallwood: pow. 6527 km², wys. 471 m n.p.m.) i elektrownie wodne. Większość z nich znajduje się w Quebecu. Największymi rzekami są: Little Mecatina, Churchill i Kanairiktok

### Klimat
Nowa Fundlandia leży w strefie klimatu atlantyckiego. Brak jednak naturalnej osłony z północy czyni ją otwartą na wpływy arktyczne. W związku z takim położeniem klimat jest szczególnie kapryśny i ekstremalny. Np. St. John’s, stolica Nowej Fundlandii, bije wszelkie rekordy meteorologiczne spośród wszystkich znaczących miast Kanady. Charakterystyczne dla wyspy są wietrzne i chłodne zimy i wiosny, oraz łagodne, lecz nie upalne, za to deszczowe lata. Oto niektóre statystyki meteorologiczne (w odniesieniu rocznym), w których miasto to zajmuje pierwsze miejsce pośród stolic prowincji Kanady:
- 124 dni mgliste (następny Halifax – 122)
- 359 cm śniegu (następny Quebec – 343)
- 1514 mm opadów deszczu (następny Halifax 1491)
- 24,3 km/h średnia roczna prędkość wiatru (następna Regina 20,7)
- 1497 godzin słonecznych (pierwsze Charlottetown – 1818)

### Zasoby naturalne
Największe znaczenie mają pokłady ropy naftowej na szelfie kontynentalnym. Do innych należą złoża rudy żelaza, oraz pewne ilości srebra i złota.

### Miejscowości
Największe skupiska ludności (ang. population centres, fr. centres de population) w 2021 roku (w nawiasach liczba ludności):

- St. John’s (185 565)
- Corner Brook (19 129)
- Grand Falls-Windsor(inne języki) (11 986)
- Gander (9918)
- Labrador City (9011)
- Stephenville (7344)
- Happy Valley-Goose Bay (6996)
- Bay Roberts (6897)
- Carbonear (6235)
- Clarenville-Shoal Harbour(inne języki) (6143)
- Deer Lake (4346)
- Channel-Port aux Basques (3127)
- Bishop’s Falls(inne języki) (3006)
- Bonavista(inne języki) (2979)
- Pasadena(inne języki) (2769)
- Botwood(inne języki) (2741)
- Marystown (2671)
- Springdale(inne języki) (2182)
- Grand Bank(inne języki) (2071)
- Lewisporte(inne języki) (2064)

## Historia
Nowa Fundlandia zamieszkana była przez niewielką grupę Indian Beothuk. Kontakty Europejczyków z tym rejonem datują się od X w. Pierwsi na Nowej Fundlandii wylądowali wikingowie. W XVI w. u jej wybrzeży pojawili się baskijscy rybacy i powstały pierwsze osiedla, m.in. Saint John’s. Za nowożytnego odkrywcę rejonu uważa się Johna Cabota. Wyspa przez kilka stuleci była tymczasową bazą dla brytyjskich kompanii rybackich. Mimo oficjalnego zakazu i licznych prób wykorzenienia, rozpoczęło się także nielegalne osadnictwo. Poziom tego zjawiska zmusił rząd brytyjski do oficjalnego uznania kolonii w 1811, a następnie w 1855 nadania jej statusu dominium (Dominium Nowej Fundlandii). Wobec kryzysowej sytuacji w finansach publicznych, w 1934 dominium ogłosiło upadłość, przechodząc pod brytyjski zarząd komisaryczny. W 1949 w wyniku referendum dołączyło jako dwunasta prowincja do Konfederacji Kanady.
U jej brzegów łupił Peter Easton.

## Struktura polityczna

### Gubernator porucznik

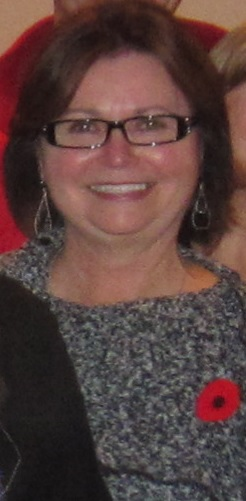
Judy Foote – 14 gubernator porucznik prowincji Nowej Fundlandii i Labradoru, pełni urząd od 3 maja 2018 r.

Gubernator porucznik jest przedstawicielem głowy państwa w prowincji. Mianuje go Gubernator Generalny na wniosek premiera Kanady złożony zwyczajowo w uzgodnieniu z premierem prowincji. Gubernator posiada szerokie uprawnienia, z których korzysta co do zasady za radą premiera prowincji. W sytuacji kryzysu konstytucyjnego Gubernator ma prawo samodzielnie podjąć wszelkie decyzje niezbędne dla przywrócenia stabilności rządu.

### Zgromadzenie legislacyjne
Parlament Nowej Fundlandii i Labradoru składa się z Gubernatora porucznika i Zgromadzenia Legislacyjnego (Legislative Assembly of New Fundland and Labrador), składającego się współcześnie z 57 deputowanych (Members of Legislative Assembly, w skrócie MLA). Wybierani są w 57 jednomandatowych okręgach wyborczych. Partia zdobywająca większość w parlamencie tworzy rząd prowincjonalny, a jej przewodniczący zostaje premierem prowincji. Druga co do liczebności partia w parlamencie otrzymuje status oficjalnej opozycji.
W celu przejrzenia danych historycznych na temat składu Zgromadzenia Legislacyjnego zobacz: Zgromadzenie Legislacyjne Nowej Fundlandii i Labradoru.

### Rząd
- Ministry of Education – Ministerstwo edukacji
- Ministry of Environment – Ministerstwo ochrony środowiska
- Ministry of Executive Council – Rada ministerialna
- Ministry of Finance – Ministerstwo finansów
- Ministry of Fisheries and Aquaculture – Ministerstwo rybołówstwa i rolnictwa
- Ministry of Forest Resources and Agrifoods – Ministerstwo leśnictwa i gospodarki żywnościowej
- Ministry of Government Services and Lands – Ministerstwo usług wewnątrzrządowych nieruchomości rządowych
- Ministry of Health and Community Services – Ministerstwo zdrowia i opieki socjalnej
- Ministry of Human Resources and Employment – Ministerstwo pracy
- Ministry of Industry, Trade and Rural Development – Ministerstwo przemysłu, handlu i rozwoju terenów północnych
- Ministry of Justice – Ministerstwo sprawiedliwości
- Ministry of Labrador and Aboriginal Affairs – Ministerstwo do spraw Indian i Labradoru
- Ministry of Mines and Energy – Ministerstwo górnictwa i energetyki
- Ministry of Municipal and Provincial Affairs – Ministerstwo spraw wewnętrznych i samorządowych
- Ministry of Tourism, Culture and Recreation – Ministerstwo turystyki, kultury i rekreacji
- Ministry of Works, Services and Transportation – Ministerstwo robót publicznych i transportu
- Ministry of Youth Services and Post-Secondary Education – Ministerstwo szkolnictwa wyższego

### Premier

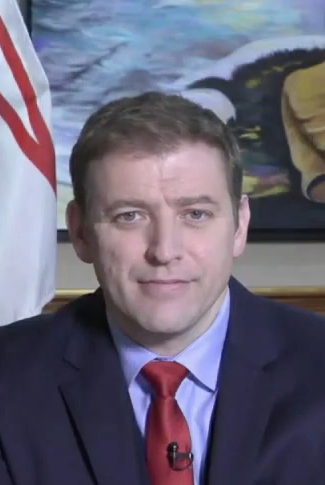
Andrew Furey – 14 premier prowincji Nowej Fundlandii i Labradoru, pełni urząd od 19 sierpnia 2020 r.

Premier Nowej Fundlandii i Labradoru jest szefem rządu prowincjonalnego w tej prowincji. Posiada on bardzo szerokie uprawnienia, pozwalające prowadzić skuteczne rządy, jeśli tylko ma zapewnione poparcie w parlamencie. Premierem zostaje lider partii zdobywającej większość w parlamencie. Jeśli z jakichś powodów w czasie trwania sesji parlamentu przewodniczący rządzącej partii zostaje zmieniony, następuje automatyczna zmiana na stanowisku premiera prowincji. Obecnie, od 19 sierpnia 2020 r. urząd ten pełni Andrew Furey.

## Gospodarka
Ostatnie lata XX i pierwsze XXI wieku wskazują pozytywne trendy w gospodarce prowincji. Związane jest to z odkryciem ropy naftowej na szelfie kontynentalnym. Wydobycie tego surowca rozpoczęło się w 1997, w 2003 osiągnęło ponad 120 mln baryłek rocznie. Dochody z wydobycia ropy wpłynęły na gwałtowny wzrost dochodu narodowego prowincji (w latach 1995–2002 osiągnął ponad 70%). Ten wzrost, będący bardzo pozytywnym trendem w gospodarce prowincji, nie przekładał się na proporcjonalnie szybki wzrost zatrudnienia. Bezrobocie ciągle utrzymuje się na wysokim poziomie prawie 17%. Nowe programy aktywizacji zawodowej mogą jednak przynieść poprawę w tym względzie.
Innymi ważnymi dziedzinami gospodarki Nowej Fundlandii są (dane z 2002):
- przemysł wytwórczy – głównie związany z przetwórstwem rybnym, metalurgią i papiernictwem, przyniósł 2,24 mld dolarów kanadyjskich.
- górnictwo – głównie minerale – rudy żelaza, oraz w mniejszych ilościach, srebra, złota i surowców do produkcji materiałów budowlanych. Dochód w tej dziedzinie osiągnął 724 mln dolarów.
- rybołówstwo – tradycyjny przemysł wyspiarski, po załamaniu początków lat dziewięćdziesiątych osiągnęło poziom dochodów ok. 0,5 mld dolarów.
- przemysł leśny i rolnictwo – wobec zwiększającej się konkurencji zachodnich i północnych terenów Kanady, jest jedyną gałęzią gospodarki zmniejszającą swój dochód w ostatnich latach. Sumaryczny dochód leśnictwa i rolnictwa wyniósł 640 mln dolarów.
- ważnym sektorem gospodarki prowincji jest turystyka. Naturalne piękno wyspy i przyjazny charakter jej mieszkańców przyciąga coraz większe rzesze zwolenników aktywnego odpoczynku. Dochód z turystyki wyniósł ponad 300 mln dolarów.
- usługi wewnętrzne – wobec generalnej poprawy perspektyw gospodarczych odnotowuje się aktywizację rynku wewnętrznego. Szczególnie jest to widoczne na rynku budowlanym i sprzedaży dóbr konsumpcyjnych.